# Andechsowie
Andechsowie – niemiecki ród książęcy.
Ród bierze swą nazwę od zamku Andechs nad jeziorem Ammer w Bawarii. Wywodzi się od Bertolda hrabiego von Dießen, zmarłego ok. 990 roku. Byli stronnikami Hohenstaufów. Z rodu Andechsów pochodziła księżna Jadwiga Śląska, żona księcia wrocławskiego Henryka I Brodatego. Linia męska wygasła w XIII wieku.